# Christian Ribeiro
Pour les articles homonymes, voir Ribeiro.
Christian Michael Ribeiro (né à Neath le 14 décembre 1989)  est un footballeur gallois d'origine portugaise évoluant au poste de défenseur au Oxford United.
Après avoir été intégré dans toutes les équipes nationales de jeunes, il fait partie, depuis 2010, de l'équipe du pays de Galles.

## Carrière
Après être sorti du centre de formation de Bristol City, Christian Ribeiro peine à trouver sa place dans l'équipe, notamment en raison d'une blessure aux ligaments du genou. Ce n'est qu'au début de la saison 2010-2011 qu'il acquiert une place de titulaire dans l'équipe, place qui coïncide avec ses premières sélections sous le maillot du pays de Galles. Le 7 octobre 2010, il apporte son soutien à Brian Flynn qui est nommé successeur de John Toshack, démissionnaire, au poste de sélectionneur de l'équipe nationale du pays de Galles. C'est pourtant Gary Speed qui devient le nouveau sélectionneur.
Mais, alors qu'il commence à gagner du temps de jeu à Bristol, Ribeiro subit une sévère blessure qui le tient éloigné des terrains près de trois mois, de début janvier à début avril 2011.
Rétabli au début de la saison suivante, il ne joue aucun match avec son équipe lors des premiers mois, ce qui le pousse à accepter à rejoindre en prêt Carlisle, club de League One, pour une durée de deux mois. En janvier 2012, il est prêté deux mois à Scunthorpe United. Titulaire dans ce club, il y signe de manière permanente durant l'été 2012.
Le 8 mai 2014 il est liberé du Scunthorpe.
Le 28 juin 2016, il rejoint le Oxford United.

## Statistiques
| Saison      | Club              | Pays         | Championnat | Coupes nationales | Sélection Pays de Galles |
| ----------- | ----------------- | ------------ | ----------- | ----------------- | ------------------------ |
| 2008 - 2009 | Bristol City      | Championship | -           | 1 match           | -                        |
| 2009 - 2010 | Bristol City      | Championship | -           | 1 match           | -                        |
| 2009 - 2010 | Stockport County  | League Two   | 7 matchs    | -                 | -                        |
| 2009 - 2010 | Colchester United | League One   | 2 matchs    | -                 | -                        |
| 2009 - 2010 | Bristol City      | Championship | 5 matchs    | -                 | 1 match amical           |
| 2010 - 2011 | Bristol City      | Championship | 9 matchs    | 1 match           | 1 match                  |
| 2011 - 2012 | Bristol City      | Championship | -           | 1 match           | -                        |
| 2011 - 2012 | Carlisle United   | League One   | 5 matchs    | 2 matchs          | -                        |
| 2011 - 2012 | Scunthorpe United | League One   | 10 matchs   | -                 | -                        |
| 2012 - 2013 | Scunthorpe United | League One   | -           | -                 | -                        |

Dernière mise à jour : 30 juin 2012